# Karla (cantante)
Carla Cecilia Alegre (Buenos Aires, 26 de marzo de 1974 - 29 de junio de 2017), conocida por su nombre artístico Karla de Argentina, Karla la condesa o simplemente Karla, fue una cantante argentina de Música Tropical & Latina.

## Biografía y carrera musical
Carla Cecilia Alegre nació el 26 de marzo de 1974 en la ciudad de Buenos Aires. En 1982, con tan sólo ocho años de edad, debutó en el programa de televisión infantil Festilindo en Canal 13, conducido por Víctor Sueiro, como coro, solista y ballet.
En el año 1995 arma su banda de música, en la que cantaba baladas, boleros, blues, pop y pop latino.
En 1997 incursiona en la música tropical argentina de la mano del productor y representante artístico José "Cholo" Olaya Villajuán, bajo el nombre artístico de "KARLA La Condesa" o "KARLA de Argentina". Durante ese período graba para el sello discográfico Clan Music varios discos completos y compilados, los cuales posteriormente fueron distribuidos por Universal Music para toda Latinoamérica. Este fue el inicio de una serie de presentaciones en programas radiales y televisivos de aire y cable de Argentina, como del resto de América del Sur. Debido a la gran popularidad que alcanzaron los temas grabados entre otros: “La indecorosa”, "Viejo Verde", ”Lágrimas por Lágrimas”, "Siempre te Amaré", "El Loretano”. "Porque Si Te Quería", "Indiferente", "Pero No Puedo", "La Última Noche", "Dueño De Mi Vida", entre muchos otros. Se pudo comprobar que el talento y carisma de Karla iba acompañado de su fuerza vocal y belleza.
Karla ya estaba sobre los escenarios tropicales de Argentina y de países vecinos, cuando llegó el momento de su primer disco titulado "La Rompecorazones", que incluía temas como "Simplemente Amigos", "Amor Prohibido", "Qué Tiene Ella" y "La Rompecorazones". Este álbum fue el trampolín nacional e internacional del comienzo de su carrera, habiendo obtenido el reconocimiento del público argentino y del público de países limítrofes, siendo en la Ciudad de los Reyes (Lima - Perú) la puerta que le abrió el éxito para el resto del continente.
Luego vendrían otras placas discográficas (compilados) como "Pocker de Ases Vol. 2" y "5 Son Suficientes" que contenían entre otros temas: "Siempre te Amaré", "Alegría y Amor" y "Entre Cuatro Paredes", distribuidos por Universal Music Argentina. 
Luego vendría su segunda placa discográfica "Lágrimas por Lágrimas" que le valdría el reconocimiento nacional e internacional en el año 1999, con maratónicas presentaciones en programas de TV tanto en Capital Federal como en el interior del país, además de viajar seguidamente a las ciudades capitales de Santiago de Chile, Lima, La Paz, Asunción y Montevideo. Cabe destacar que en Febrero del mismo año, antes del lanzamiento de su segunda producción discográfica, tuvo la oportunidad de participar junto a otros artistas argentinos en el Festival Internacional de la Canción en la ciudad de Viña del Mar -Chile-, ante un público ferviente por escuchar y bailar los éxitos de Karla.  
El disco Lágrimas por Lágrimas fue un éxito rotundo en Chile, Perú y Bolivia, se perdió la cuenta de los discos vendidos debido a la piratería que reinaba por aquel entonces. Se llegaron a encontrar discos editados con fotos de periódicos de Karla de reportajes brindados para la prensa gráfica tanto de Argentina como de los países vecinos, una verdadera locura para la compañía discográfica pero buenísimo para ella; en Perú, por ejemplo, se escuchaba a Karla hasta el rincón más inhóspito.
En Argentina fue nominada en el mismo año bajo la terna de "Mejor Cantante Femenina de Música Tropical" (junto a la inolvidable Gilda, y Lorena Ríos) en los Premios Carlos Gardel organizado por CAPIF, en este evento fue la primera vez que se ternaba a la música tropical argentina. En 1999 también sería ternada para los Premios Clave de Sol de Música Tropical como "Mejor Artista Tropical Femenina", premio otorgado por la Unión de Productores de la Movida Tropical, y compitiendo en el mismo rubro con Angie La Diferencia, Lía Crucet y Gladys La Bomba Tucumana.
Las canciones de Karla han sido promocionadas en Perú, Bolivia, Colombia y Venezuela. En Chile, el tema “Viejo Verde" gozó de una gran popularidad en el país trasandino chileno. Uno de los mejores momentos artísticos de Karla, después de dar que hablar con su música, llegó con "Lágrima por lágrima" (Disco de Oro en Argentina), que incluía temas como "Si quieres que te quiera", "Lágrima por lágrima" y "Qué trucho"; la autora de ese tema es Mirian Bianchi, más conocida en el ambiente como  Gilda. 
Uno de los momentos más emotivos en la carrera de Karla fue al ser convocada por Universal Music para grabar un disco Homenaje en 1998, conjuntamente con otros grandes artistas de la Movida Tropical Argentina, tales como Ricki Maravilla; Daniel Cardozo, voz de Los Charros; Mariano, voz de La Nueva Página; Hugo, voz de Tinta Roja; Miguel Ángel, voz de Amar Azul; y Leandro de la Cruz, voz de Banda Toro y creador y compositor del tema “Homenaje” a Gilda. Además, fue convocada para realizar el papel protagónico en el rol de Gilda, en un film cinematográfico dedicado a la vida de la desaparecida cantante, proyecto que después no se realizó.
En el año 2000 vuelve a grabar un nuevo disco titulado Hijo mío, tema dedicado especialmente a aquellas mujeres que se encuentran privadas de la libertad, éxito rotundo en Chile y Perú, países en los cuales Karla realizó distintas presentaciones en penales y penitenciarías.
El siguiente trabajo discográfico de Karla es "A trabajar", y fue presentado durante una gira en Chile (no fue editado en Argentina), alcanzando una gran repercusión. Comenzaron sus  éxitos en países como Bolivia, Uruguay y Paraguay, con objetivo en México y España. Ya conquistó al público chileno, que adoptó el ritmo, la voz y el sabor del estilo Karla. Realizó cientos de presentaciones ante el público peruano, cautivando con su belleza a todos los latinoamericanos.

## Éxito internacional
Karla tuvo una aceptación masiva de público en Chile y Perú. Fue llevada por Panamericana Televisión, canal de televisión de Perú, como artista exclusiva para el programa La movida de Jeanet, convocando a más de 45 000 personas en el estadio del Rímac, en Lima. Tal fue la convocatoria que fue invitada a volver a los dos meses, para ser la artista que cerraría el fin del milenio en el Club de Tiro de Lima, convocando esta vez a más de 60 000 personas. Durante este exitoso evento, Karla estaba embarazada de nueve meses. Viajó y presentó su show, comprometida con su público, cuando no debía hacerlo por orden médica, y de regreso a la Argentina, el estrés y la presión le jugaron una mala pasada, ya que diez horas antes de dar a luz su bebé había fallecido, motivo por el cual, sin dar ninguna explicación, bajo una gran depresión, Karla decidió dejar la música y alejarse de los escenarios, de un día para otro. Muchas placas de sus discos y compilados fueron “Triple Platino”, en Chile y Perú. En Argentina “Discos de Oro”, excluyendo el último de Universal, llamado “Karla, Colección de Oro” editado en Chile. Participó en programas musicales, cómicos, noticieros, de la tarde y juveniles de los canales de aire La red, 2 y 7 de Chile. Fue invitada al “Festival de Viña del Mar” en 1999 y realizó un show en el Estadio Nacional de Chile, convocando a más de 35 000 personas, organizado por Universal Music.

## Muerte
Todo comenzó con un accidente doméstico que originó las heridas de quemadura teniendo que ser hospitalizada en cuidados intensivos. Después de dos meses de estar internada tuvo una gran evolución favorable con respecto a esas heridas, por dicho motivo estuvo muy cerca de completar su tratamiento razón por la cual fue derivada a una habitación dentro del sanatorio. El domingo 25 de junio de 2017, tuvo un problema de insuficiencia respiratoria que la obligó a volver a cuidados intensivos, su diagnóstico fue una “infección pulmonar” que no le permitía tener una respiración estable por lo cual le indujeron asistencia respiratoria. Su cuadro al principio fue estable, a la espera de mejoras pero lamentablemente los 3 días siguientes fue decayendo hasta el jueves 29 de junio a las 4 a.m. momento en que falleció a causa de un paro cardiorrespiratorio .

## Discografía

### Álbumes de estudio
1. 1997 — La rompecorazones. Clan Music
2. 1998 — Por Siempre. Grandes éxitos. Universal Music.
3. 1998 — Pocker de Ases Vol. 3 (Compilado). Universal Music.
4. 1999 — 5 son Suficientes (Compilado). Universal Music.
5. 1999 — Lágrimas por lágrimas. Universal Music.
6. 2000 — A Trabajar. EVA Music.
7. 2000 — Hijo Mio.  Universal Music Argentina
8. 2004 — Colección de Oro: Grandes Éxitos; Clan Music  — Universal Music
9. 2007 — Como Una Loba. KRL Producciones Artísticas Internacionales.
10. 2010 — 10 Años. KRL Producciones Artísticas Internacionales.
11. 2012 — Lárgate. CNR Discos.
12. 2012 — Te Volví a Ver. Pattaya Discos.
13. 2012 — Homenaje a Perú. Pattaya Discos.
14. 2012 — Colección de Oro. Pattaya Discos.
15. 2013 — Triple Platinum Vol. 1. Pattaya Discos.
16. 2013 — Triple Platinum Vol. 2. Pattaya Discos.
17. 2013 — Triple Platinum Vol. 3. Pattaya Discos.
18. 2014 — Pasión por la música. Pattaya Discos.
19. 2017 — Ven. Pattaya Discos.